# Johann Bauer (Politiker, 1888)
Johann Bauer (* 7. September 1888 in Ritzing; † 27. August 1971 in Wien) war ein österreichischer Landwirt und Politiker (CS/ÖVP). Bauer war verheiratet, Mitglied der Burgenländischen Landesregierung und Abgeordneter zum Burgenländischen Landtag.

## Leben und Beruf
Johann Bauer wurde als Sohn des Landwirts Matthias Bauer aus Ritzing geboren. Er besuchte die Volksschule und war in der Folge als Landwirt in Ritzing tätig. 1936 wurde Bauer zum Ökonomierat ernannt. Bauer hatte zwischen 1910 und 1914 die Geschäftsführung in der Konsumgenossenschaft Ritzing inne und absolvierte zwischen 1914 und 1918 seinen Kriegsdienst. Am 26. November 1922 gründete er die erste Raiffeisenkasse des Burgenlandes in Ritzing und war Obmann des Verbandes der landwirtschaftlichen Genossenschaften. Zudem hatte er ab dem 9. Juni 1928 den Vorsitz im Aufsichtsrat des Landesverbandes der landwirtschaftlichen Genossenschaften im Burgenland inne. Zwischen 1934 und 1938 war Bauer Obmann dieses Verbandes. In der Burgenländischen Landwirtschaftskammer war Bauer zwischen 1931 und 1936 zudem Dritter bzw. von 1936 bis 1937 Zweiter Präsident gewesen.
Nach seinem Tod wurde Bauer in Ritzing begraben.

## Politik
Bauer war zwischen 1924 und 1926 Mitglied der Landesparteileitung des Landbundes sowie zwischen 1918 und 1927 Gemeinderat in Ritzing, trat jedoch 1927 aus dem Landbund aus. Er war ab 1930 politischer Mandatar der Christlichsozialen Partei und vertrat diese zwischen dem 5. Dezember 1930 und dem 31. Oktober 1934 im Burgenländischen Landtag. Zudem war er vom 11. November 1934 bis zum 12. März 1938 Abgeordneter zum Ständischen Landtag, wobei er den Stand „Geld-, Kredit- und Versicherungswesen“ vertrat. Zudem war Bauer während dieser Periode Vizepräsident des Ständischen Landtags. Bauer war zudem ab 1934 Landesführer des Bauernbundes und ab 1936 Vorsitzender des Landesbauernrates. Zudem hatte er die Funktion des Landesführer-Stellvertreters in der Vaterländischen Front inne, im März 1938 wurde er nach der Machtübernahme der Nationalsozialisten aller Ämter enthoben und war zweimal in politischer Haft.
Nach dem Ende des Zweiten Weltkriegs war Bauer zwischen 1945 und 1955 Obmann des Burgenländischen Bauernbundes, den er im September 1945 wiedergegründet hatte. Bauer war zwischen 1945 und 1955 zudem Präsident der Burgenländischen Landwirtschaftskammer und von 1946 bis 1955 Obmann des Landesverbandes der landwirtschaftlichen Genossenschaften des Burgenlandes. Bauer gehörte zwischen dem 4. Jänner 1946 und dem 11. Juni 1956 erneut dem Burgenländischen Landtag an und war zwischen dem 1. Oktober 1945 und dem 4. Jänner 1946 Mitglied des Provisorischen Landesausschusses. Im Anschluss hatte Bauer in den Landesregierungen Karall I, II und III das Amt eines Landesrats inne.